# Antonio Stradivari

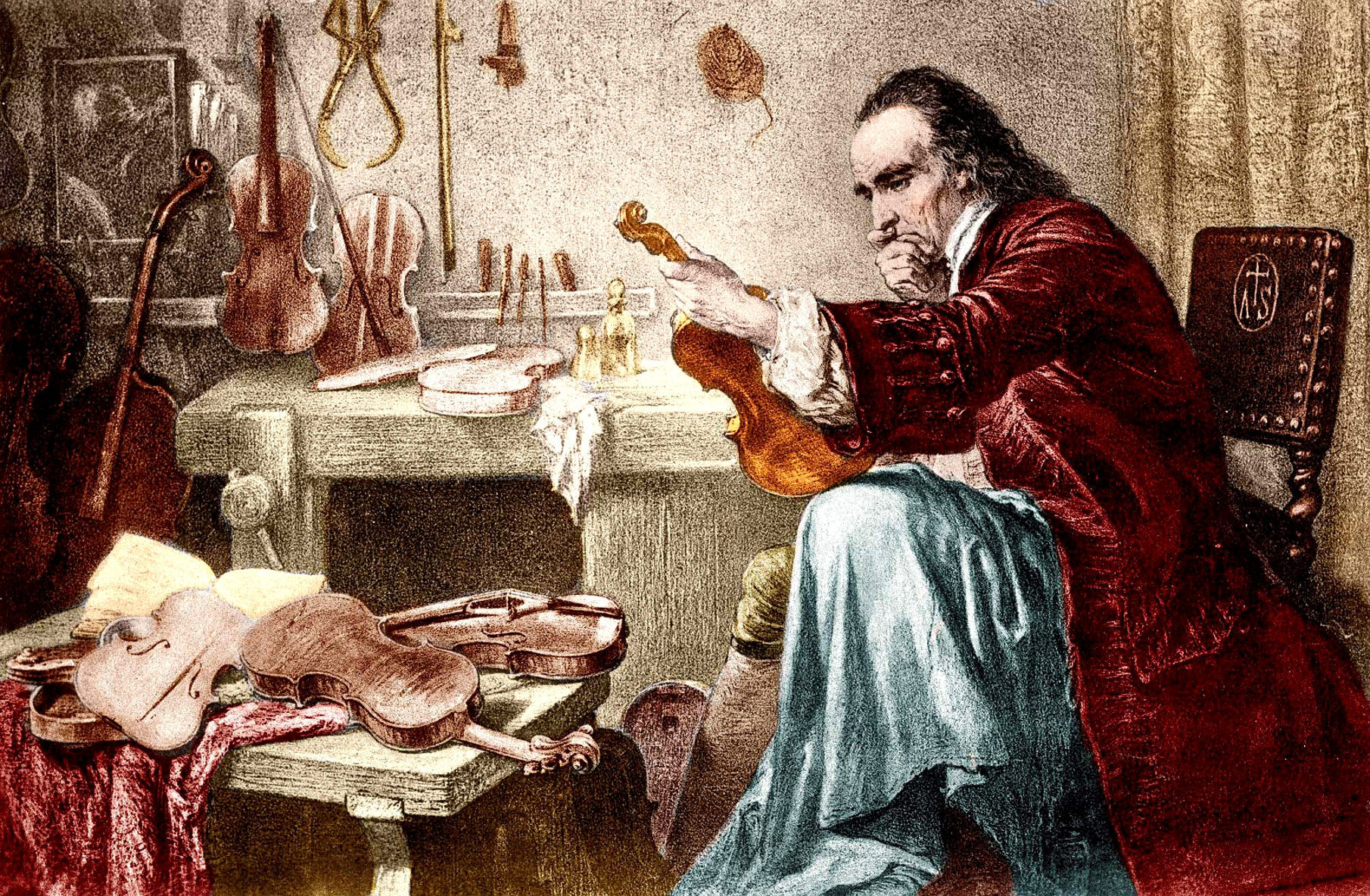
Antonio Stradivari kiểm tra một nhạc cụ, bản in thế kỷ 19.

Antonio Stradivari (1644 – 18 tháng 12 năm 1737) là một nghệ nhân làm đàn người Ý chuyên về các nhạc cụ bộ dây như violin, cello, guitar và harp. Stradivari được thế giới nghệ thuật coi là nghệ nhân nổi tiếng nhất trong lĩnh vực của mình. Các nhạc cụ do ông làm ra được gọi bằng cái tên Stradivarius (tên Latinh hóa của nghệ nhân) và hiện nay chúng đều được coi là những báu vật của các nghệ sĩ biểu diễn và các dàn nhạc.

## Tiểu sử

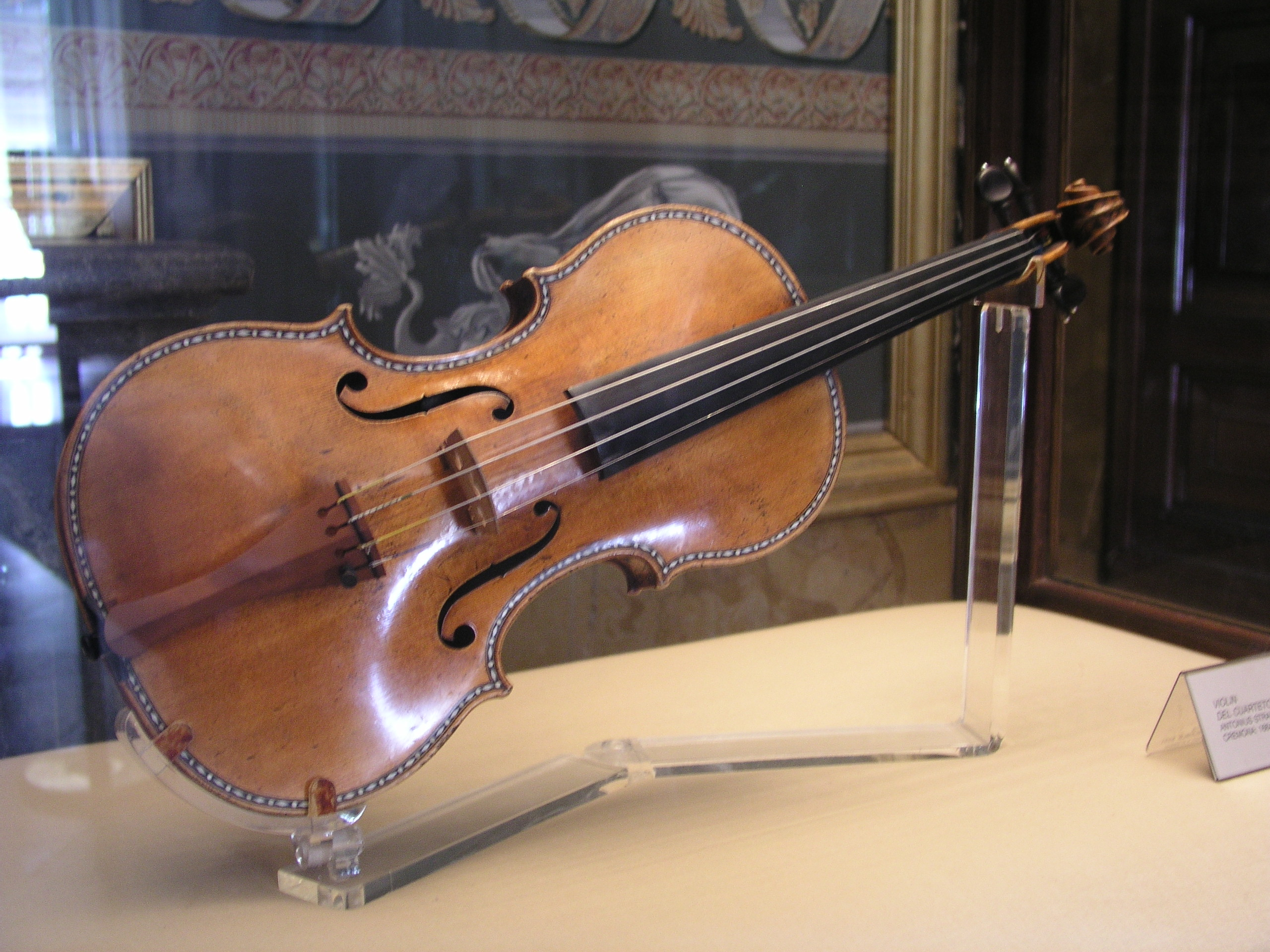
Stradivarius Tây Ban Nha II (khoảng 1687), trưng bày tại Palacio Real, Madrid.

Tuy ngày tháng năm sinh của Antonio Stradivari chưa được xác định rõ nhưng người ta cho rằng ông sinh vào năm 1644 tại thành phố nhỏ Cremona của Ý. Trong thời gian từ 1658 tới 1664, rất có thể ông là thợ học việc tại xưởng của nghệ nhân Nicolò Amati, tuy vậy những nghiên cứu gần đây cho thấy giả thiết này có rất ít cơ sở hiện thực. Tháng 7 năm 1667 Stradivari kết hôn Francesca Feraboschim, một góa phụ trẻ. Hai vợ chồng có sáu người con trước khi Feraboschim qua đời năm 1698. Một năm sau Stradivari tái hôn với Antonia Maria Zambelli và có thêm 5 người con với Zambelli.
Năm 1680 Stradivari mở xưởng đàn tại Piazza San Domenico, Cremona, tiếng tăm về tài nghệ của ông nhanh chóng được mọi người biết tới. Những nhạc cụ của ông làm ra được xác nhận chất lượng bằng dòng chữ tiếng Latinh Antonius Stradivarius Cremonensis Faciebat Anno... (Antonio Stradivari của Cremona đã làm nhạc cụ này vào năm...). Chất lượng sản phẩm của Stradivari lên cao nhất vào giai đoạn 1698-1725 mà đỉnh cao là năm 1715. Sau năm 1730, một số nhạc cụ của xưởng Stradivari được dán nhãn Sotto la Desciplina d'Antonio Stradivari, chúng rất có thể được làm bởi các con trai của nghệ nhân là Omobono và Francesco.
Antonio Stradivari qua đời ở ở Cremona vào ngày 18 tháng 12 năm 1737, ông được chôn cất tại Nhà thờ San Domenico ở Cremona. Năm 1868 nhà thờ này bị phá hủy, trong quá trình phá nhà thờ, người ta đã phát hiện dấu vết của hầm mộ nhà Stradivari tại nhà nguyện Rosary.

## Stradivarius

Cận cảnh đàn vĩ cầm Madrileño do nghệ nhân lừng danh người Ý Antonio Stradivari chế tác. Cây đàn này từng được sở hữu bởi vợ của Benjamin Franklin và nghệ sĩ violin nổi tiếng người Mỹ Ruggiero Ricci.

Các nhạc cụ của Stradivari được gọi bằng cái tên Stradivarius, xuất phát từ tên nghệ nhân được Latinh hóa. Nhạc cụ được Stradivari chế tạo nhiều nhất là violin, ngoài ra nghệ nhân cũng làm đàn guitar, viola, cello và harp. Tổng cộng Stradivari đã cho ra đời khoảng trên 1.101 nhạc cụ, trong số này 650 vẫn còn được lưu giữ cho tới ngày nay. Trong giới nghệ thuật thì các Stradivarius được coi là những nhạc cụ có chất lượng âm thanh cao nhất trong số các nhạc cụ bộ dây, chỉ có các nhạc cụ của một nghệ nhân Ý khác là Joseph Guarneri được coi có chất lượng tương đương. Các Stradivarius hiện nay đều là các báu vật của các nghệ sĩ trình diễn và các dàn nhạc lớn. Vào ngày 16 tháng 5 năm 2006, cây violin Hammer Stradivarius đã được nhà đấu giá Christie's bán ra với giá 3.544.000 USD, mức giá kỷ lục cho một nhạc cụ vào thời điểm đó. Nhạc cụ giữ giá kỷ lục trước Hammer Stradivarius cũng là một sản phẩm của Antonio Stradivari, cây violin Lady Tennant Stradivarius được Christie's bán ra năm 2005 với giá 2.032.000 USD. Ngày 2 tháng 4 năm 2007, cây violin Solomon, Ex-Lambert của Antonio Stradivari được Christie's bán ra với giá 2.728.000 USD, vượt xa mức dự tính 1,5 triệu USD của nhà bán đấu giá. Private sales are often more accurate examples.
Một số cây cello Stradivarius được sở hữu và chơi bởi những nghệ sĩ biểu diễn hàng đầu thế giới, ví dụ cây Davidov Stradivarius hiện thường được chơi bởi nghệ sĩ Yo-Yo Ma, còn cellist người Nga Mstislav Rostropovich thường chơi cây Duport Stradivarius cho tới trước khi ông qua đời năm 2007. Các nghệ sĩ độc tấu violin nổi tiếng như Itzhak Perlman hay Gil Shaham cũng sở hữu các cây Stradivarius là Soil Stradivarius 1714 (Perlman) và Countess Polignac (Shaham). Hiện tại Thư viện Quốc hội Hoa Kỳ sở hữu bộ sưu tập gồm 3 violin, 1 viola và 1 cello Stradivarius, tại Cung điện Hoàng gia Madrid ở Tây Ban Nha cũng trưng bày bộ tứ tấu đàn dây gồm 2 cây violin, 1 cây cello và 1 cây viola. Nhiều cây Stradivarius cũng nằm trong bộ sưu tập của các dàn nhạc giao hưởng danh tiếng như Dàn nhạc giao hưởng Wien hay Dàn nhạc giao hưởng New Jersey. Một số cây Stradivarius hiện chỉ còn được trưng bày mà không còn được dùng để trình diễn, ví dụ cây violin Messiah Stradivarius trưng bày ở Bảo tàng Ashmolean, Oxford, Anh.